# 青森県道286号三厩小泊線
青森県道286号三厩小泊線（あおもりけんどう286ごう みんまやこどまりせん）は、青森県東津軽郡外ヶ浜町三厩から北津軽郡中泊町小泊に至る一般県道である。

## 概要
外ヶ浜町三厩字増川で青森県道281号三厩停車場竜飛崎線交点から増川川・西股沢に沿って進み、中泊町小泊で国道339号龍泊ラインに合流する路線である。しかしながら増川岳を通る山岳道路で、ほぼ全線でダート区間（砂利道）であり道幅が狭いので、三厩～小泊間の近道にはならない。

### 路線データ
- 起点 : 東津軽郡外ヶ浜町三厩（青森県道281号三厩停車場竜飛崎線交点）[2]
- 終点 : 北津軽郡中泊町大字小泊（国道339号交点）[2]
- 冬季通行止め区間 : 外ヶ浜町三厩増川 - 中泊町小泊成滝（11月中旬 - 5月下旬）[3]

## 地理

### 交差する路線
- 青森県道281号三厩停車場竜飛崎線（起点）
- 国道339号（終点）

### 沿線の施設など
- 三厩駅（県道281号経由）
- 小泊ダム
- みんまや運動公園